# Gladiatorklauwier
De gladiatorklauwier (Malaconotus gladiator) is een zangvogel uit de familie Malaconotidae (bosklauwieren).

## Verspreiding en leefgebied
Deze soort komt voor in zuidoostelijk Nigeria en westelijk Kameroen.

## Status
De grootte van de populatie is in 2021 geschat op 2500-10.000 volwassen vogels. Dat is een kleine populatie en de aantallen nemen af door habitatverlies. Op de Rode lijst van de IUCN heeft deze soort daarom de status kwetsbaar.